# Masato Morishige
Masato Morishige (Hiroshima, 21. svibnja 1987.) japanski je nogometaš.

## Klupska karijera
Igrao je za Oita Trinitu i FC Tokyo.

## Reprezentativna karijera
Za japansku reprezentaciju igrao je od 2013. godine. Za japansku reprezentaciju odigrao je 29 utakmica postigavši 2 pogodaka.
S japanskom reprezentacijom Masato Morishige igrao je na jednom svjetskom prvenstvu (2014.).

## Statistika
| Japan  | Japan | Japan |
| Godina | Nas.  | Gol.  |
| ------ | ----- | ----- |
| 2013.  | 6     | 0     |
| 2014.  | 11    | 1     |
| 2015.  | 12    | 1     |
| Ukupno | 29    | 2     |

## Vanjske poveznice
- National Football Teams